# S/2006 S 8
S/2006 S 8, носещ името Скол е ретрограден нерегуларен сателит на Сатурн. Неговото откритие и било обявено от Скот Шепърд, Дейвид Джуит и Ян Клайн на 26 юни 2006 от наблюдения между януари 2005 и 30 април 2006.
Скол e около 6 километра в диаметър и орбитира около Сатурн на средна дистанция на 17,6 милиона километра за 869 дена.
Наименован е през април 2007 на Скол – гигантски вълк от скандинавската митология, син на Фенрисулфр и брат близнак на Хати.